# Coelogyne sanderae
Coelogyne sanderae é uma espécie de orquídea epífita, família Orchidaceae, originária do Yunnan, na China, e da Indochina.